# Pegias fabula
Pegias fabula és una espècie de musclo d'aigua dolça pertanyent a la família Unionidae. Com a adult, pot arribar a 38 mm de llargària total. La closca és de color groc fosc o verd clar amb ratlles fosques. Els individus joves tenen unes poques ratlles fosques al llarg de la base de la closca. Presenta dimorfisme sexual. La reproducció té lloc al setembre i l'octubre. Es troba al fons dels rierols, parcialment colgat entre sorra, grava i còdols dispersos.
És un endemisme dels Estats Units: Alabama, Kentucky, Carolina del Nord, Tennessee i Virgínia, incloent-hi el sud dels Apalatxes.

 Les seues principals amenaces són la contaminació de l'aigua, les extraccions mineres (sobretot, de carbó, petroli i gas natural), la construcció de carreteres, l'alteració dels rierols, les tales dels boscos, les activitats agrícoles, els embassaments, els canvis d'ús del sòl i els plaguicides.